# Said Ali Asgar Kurdistan
Said Ali Asgar Kurdistani eller Seyed Ali Asghar Kurdistani (persiska: سید علی‌اصغر کردستانی), född 1882, död 1936, var en kurdisk artist, känd för att vara den första kurdiska artisten som spelade in sin musik för nästan 100 år sedan.
Said Ali Asgar Kurdistani har endast ett fåtal låtar. Anledningen till det är att det var brist på teknologi/pengar där han befann sig för att kunna spela in låtar. De fåtal låtar som han har spelat in är tack vare tyskar som råkar befinna sig i den östra Kurdistan (Rojhelat).